# Muro en Cameros
Muro en Cameros település Spanyolországban, La Rioja autonóm közösségben. Muro en Cameros Almarza de Cameros községgel határos. Lakosainak száma 35 fő (2024).

## Népesség
A település népessége az elmúlt években az alábbi módon változott:
| Lakosok száma | 36   | 35   | 34   | 39   | 48   | 45   | 44   | 36   | 35   | 35   |
|               | 2001 | 2004 | 2007 | 2009 | 2012 | 2014 | 2017 | 2019 | 2022 | 2024 |